# Boxe nos Jogos Pan-Americanos de 2019 - Peso mosca feminino
A categoria até 51 kg feminino ou mosca feminino do boxe nos Jogos Pan-Americanos de 2019, foi disputada entre 28 e 2 de agosto na Villa Desportiva Regional de Callao, no Coliseu Miguel Grau.

## Calendário
Horário local (UTC-5).
| Data        | Horário | Fase             |
| ----------- | ------- | ---------------- |
| 28 de julho | 14:00   | Quartas-de-final |
| 30 de julho | 18:30   | Semifinal        |
| 2 de agosto | 19:00   | Final            |

## Medalhistas
| Ouro   | COL Ingrit Valencia                         |
| Prata  | USA Virginia Fuchs                          |
| Bronze | VEN Irismar Cardozo DOM Miguelina Hernández |

## Resultados
Os resultados foram os seguintes. 

### Chave
|  | Quartas de final        | Quartas de final        | Quartas de final |  |  | Semifinal               | Semifinal               | Semifinal           |   |                    | Final              | Final | Final |
|  |                         |                         |                  |  |  |                         |                         |                     |   |                    |                    |       |       |
|  | USA Virginia Fuchs      | USA Virginia Fuchs      | 5                |  |  |                         |                         |                     |   |                    |                    |       |       |
|  | CRC Valeria Cárdenas    | CRC Valeria Cárdenas    | 0                |  |  | USA Virginia Fuchs      | USA Virginia Fuchs      | 5                   |   |                    |                    |       |       |
|  | ESA Cynthia Madrid      | ESA Cynthia Madrid      | 0                |  |  | VEN Irismar Cardozo     | VEN Irismar Cardozo     | 0                   |   |                    |                    |       |       |
|  | VEN Irismar Cardozo     | VEN Irismar Cardozo     | 5                |  |  |                         |                         |                     |   | USA Virginia Fuchs | USA Virginia Fuchs | 1     |       |
|  | NCA Katy Esquivel       | NCA Katy Esquivel       | 1                |  |  |                         | COL Ingrit Valencia     | COL Ingrit Valencia | 4 |                    |                    |       |       |
|  | DOM Miguelina Hernández | DOM Miguelina Hernández | 4                |  |  | DOM Miguelina Hernández | DOM Miguelina Hernández | 0                   |   |                    |                    |       |       |
|  | PER Lucy Valdivia       | PER Lucy Valdivia       | 2                |  |  | COL Ingrit Valencia     | COL Ingrit Valencia     | 5                   |   |                    |                    |       |       |
|  | COL Ingrit Valencia     | COL Ingrit Valencia     | 3                |  |  |                         |                         |                     |   |                    |                    |       |       |
|  |                         |                         |                  |  |  |                         |                         |                     |   |                    |                    |       |       |
|  |                         |                         |                  |  |  |                         |                         |                     |   |                    |                    |       |       |